# Pavillon du Carré
Le pavillon du Carré, pavillon octogonal ou pavillon de chasse de la forêt de Dreux est un ancien rendez-vous de chasse, construit en 1756, sur ordre de Louis-Charles de Bourbon, 24e et dernier prince de Dombes et comte d'Eu. 
Il situé en la commune d'Abondant, dans le département français d'Eure-et-Loir, en région Centre-Val de Loire. 

## Situation
Le pavillon se trouve en forêt de Dreux, au milieu du carrefour Clémentine (ou de l'Octogone) traversé par la route départementale 928.

## Histoire
Dès le XVIIIe siècle, la forêt de Dreux est aménagée pour la chasse à tir, avec de larges allées perpendiculaires, et la chasse à courre, avec des carrefours en étoile.
Louis-Charles de Bourbon hérite du comté de Dreux en 1755 et fait construire le pavillon l'année suivante, sur l'emplacement de la Croix du Carré, qui, déplacée deux kilomètres au sud, donne alors son nom à celui-ci. Ayant obtenu, en 1762, la pleine propriété de la forêt, le prince la conserve néanmoins jusqu'à son décès survenu en 1775, où elle revient alors, comme l'ensemble de ses biens, à son neveu, Louis-Jean-Marie de Bourbon, duc de Penthièvre. 
Le duc s'éteint en 1793, et le domaine, devenu entre-temps, bien national pendant la Révolution, se voit ensuite restitué à Marie-Adélaïde de Bourbon, sa fille et seule héritière. Il passe ensuite à la famille d'Orléans, par le mariage de celle-ci avec Louis-Philippe d'Orléans, tous deux parents du futur Louis-Philippe Ier.
En 1852, le domaine se voit incorporé au domaine public puis rendu à la famille d'Orléans une vingtaine d'années plus tard, puis finalement vendu par celle-ci à l'État en 1917, qui en confie la gestion à l'ONF, deux ans plus tard. L'édifice sert alors, depuis la Première Guerre mondiale, de dépôt de bois et de charbon. Bien classé, il est rénové en 1972 et en 1980.
Le pavillon est aujourd'hui encore, la propriété de l'État via l'ONF qui en gère l'entretien, accompagné de l'association des Amis de la Forêt de Dreux, qui en gère, quant à elle, les rares visites.

## Architecture & description
À l'extérieur, le pavillon prend place sur un léger soubassement circulaire, pourvu de marches. De forme octogonale, il se compose de deux niveaux, et ses fenêtres, en plein-cintre au rez-de-chaussée, deviennent en cintre surbaissé à l'étage. Celles-ci sont cerclées de chaînages d'angle de briques rouges, tout comme les angles des murs. Le tout est surmonté d'un toit-terrasse en belvédère, couvert au plomb, destiné alors, à suivre les chasses.
À l'intérieur, au rez-de-chaussée, on trouve une unique pièce agrémentée d'une cheminée en marbre de brèche, d'un sol en pierre à cabochons et de boiseries de simple facture. Les boiseries d'origine, déposées en 1880, sont aujourd'hui visibles dans le salon octogonal de la maison de Sylvie, construite pour l'occasion, dépendance du château de Chantilly . L'accès à l'étage et au belvédère se fait par un escalier à vis astucieusement dissimulé derrière les boiseries. Le premier étage dessert quatre pièces polygonales, faisant initialement office de vestiaire.

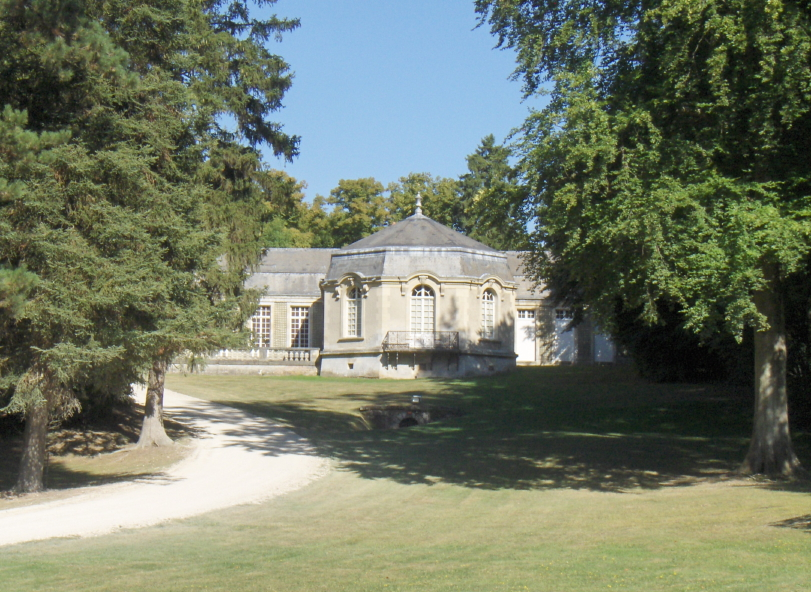
Rotonde de la maison de Sylvie - Construite pour accueillir les décors du pavillon.

## Protection
Le pavillon fait l'objet d'un classement aux monuments historiques en totalité, par arrêté du 9 octobre 1969.